# Langloisia
Langloisia es un género con seis especies de plantas con flores perteneciente a la familia Polemoniaceae. 

## Hábitat
Es nativa del oeste de Estados Unidos, donde se encuentra en el desierto de lava y las rocosas laderas y llanuras del este de Oregón e Idaho hasta la zona oriental del sur de California y Arizona. 

## Descripción
Es una planta anual, que alcanza los 4-20 cm de altura. Las hojas están dispuestas en espiral, son lineales de 2-3 cm de largo, densamente erizadas y con el margen dentado. Las flores son de color blanco a  azul o violeta pálido con 1.5-2 cm de diámetro, con una corola penta lobulada. 

## Especies seleccionadas
- Langloisia flaviflora Davidson
- Langloisia lanata Brand in Engl.
- Langloisia matthewsii (A.Gray) Greene
- Langloisia punctata (Coville) A.Heller
- Langloisia schottii (Torr.) Greene
- Langloisia setosissima (Torr.) Greene

- Datos: Q15582244
- Multimedia: Langloisia / Q15582244
- Especies: Langloisia